# يوهان هاينريش فون هوشر
يوهان هاينريش فون هوشر (1677-1747) (بالإنجليزية: Johann Heinrich von Heucher)‏ هو عالم نبات ألماني. الجنس النباتي الهوشرية (الاسم العلمي:Heuchera) سمي من قبل عالم النبات السويدي كارل لينيوس تكريماً ليوهان هاينريش فون هوشر.